# Dasyatis thetidis

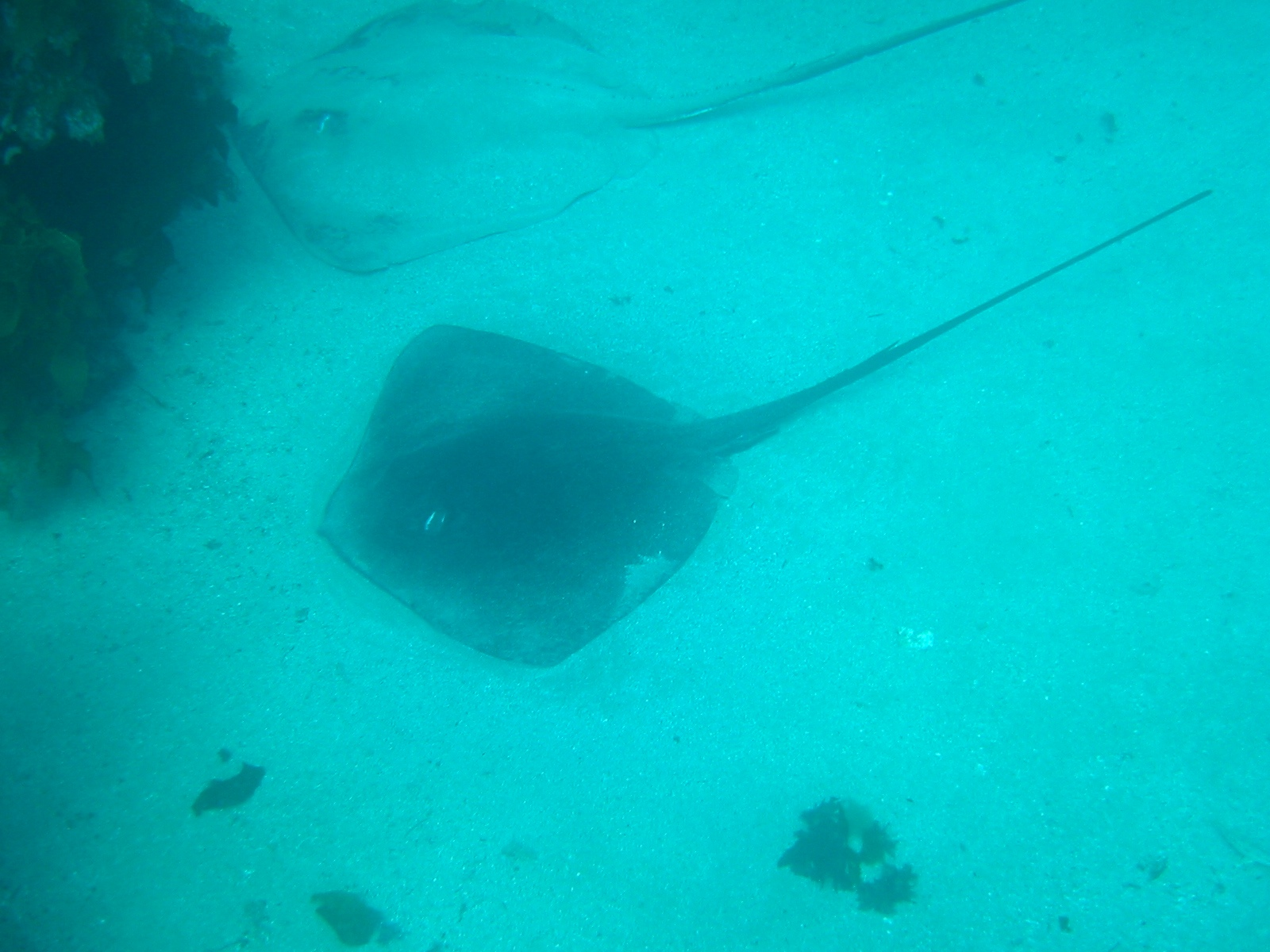
Dasyatis thetidis

Dasyatis thetidis és una espècie de peix de la família dels dasiàtids i de l'ordre dels myliobatiformes.

## Morfologia
- Els mascles poden assolir 400 cm de longitud total i 214 kg de pes.[2][3][4]

## Reproducció
És ovovivípar.

## Alimentació
Menja crancs, Stomatopoda, bivalves i poliquets.

## Hàbitat
És un peix marí, de clima subtropical (10°S-50°S) i demersal que viu entre 0–440 m de fondària.

## Distribució geogràfica
Es troba a Moçambic, Sud-àfrica, Reunió, el sud d'Austràlia i Nova Zelanda.